# Ernest Benito i Serra
Ernest Benito i Serra (les Franqueses del Vallès, 26 de febrer de 1951) és un mestre i polític català, diputat al Congrés dels Diputats en la VIII Legislatura.
De petit visqué al Vendrell. És llicenciat en ciències de l'educació i treballa com a professor d'institut a l'IES Andreu Nin del Vendrell. Milita en el PSC-PSOE des de la seva fundació, partit amb el qual fou elegit diputat per la província de Tarragona a les eleccions generals espanyoles de 2004. De 2004 a 2008 ha estat secretari primer de la Comissió d'Agricultura, Pesca i Alimentació del Congrés dels Diputats.